# 藤原良門
藤原 良門（ふじわら の よしかど）は、平安時代前期の官人。藤原北家、左大臣・藤原冬嗣の六男。官位は正六位上・内舎人。

## 経歴
正六位上・大舎人に叙任するが、利基・高藤の2子を儲けた直後に没したとされ、兄弟中唯一五位に昇る事がなかった。そのため、事績はほとんど伝わっていない。『今昔物語集』巻12には高藤については、「父ノ内舎人年若クシテ墓无ク失給ヒケリ」と記されている。

## 子孫
息子高藤は娘の胤子が醍醐天皇の生母となったことから、内大臣に至り、早い時期で貴族社会において一定の地位を確立している。降って院政期に入ると、良門から8代後の藤原為房の一家が権勢を得て栄え、結果的に良門流は藤原北家を代表する一族の一つとなった。この系統を中心に、良門流からは歴史上著名な人物が多数輩出されている。

### 利基の子孫
- 紫式部…平安期を代表する物語文学『源氏物語』の著者。利基の玄孫。
- 藤原邦綱…大納言。平氏政権期の権臣。
- 藤原家隆…鎌倉時代初期の歌人。

### 高藤の子孫
- 藤原顕隆…「夜の関白」と称された代表的な院近臣。葉室家祖。
- 藤原経房…権大納言。吉田家祖。
- 勧修寺流の各家…吉田、葉室、清閑寺、万里小路、中御門、勧修寺、坊城などの各家。高藤の子定方の子孫。
- 上杉氏…勧修寺流の一門、上杉重房の子孫。

### その他
- 井伊氏
良門の子利世の5代の孫と称した井伊共保の子孫（ただし、利世なる人物は『尊卑分脈』などには名前が存在しない）。

## 系譜
- 父：藤原冬嗣
- 母：安倍雄笠の娘
- 妻：飛鳥部名村の娘
  - 長男：藤原利基
- 妻：高田春子（高田沙弥麿の娘）
  - 次男：藤原高藤（838-900）
- 生母不詳の子女
  - 藤原利世（前述の通り井伊氏の祖先とされる人物であるが、実在した確証はない）